# Zonosaurus haraldmeieri
Zonosaurus haraldmeieri е вид влечуго от семейство Gerrhosauridae. Видът е почти застрашен от изчезване.

## Разпространение и местообитание
Разпространен е в Мадагаскар.
Обитава градски и гористи местности, градини и савани.